# Cash and carry (Seconde Guerre mondiale)
Pour les articles homonymes, voir Cash and carry.

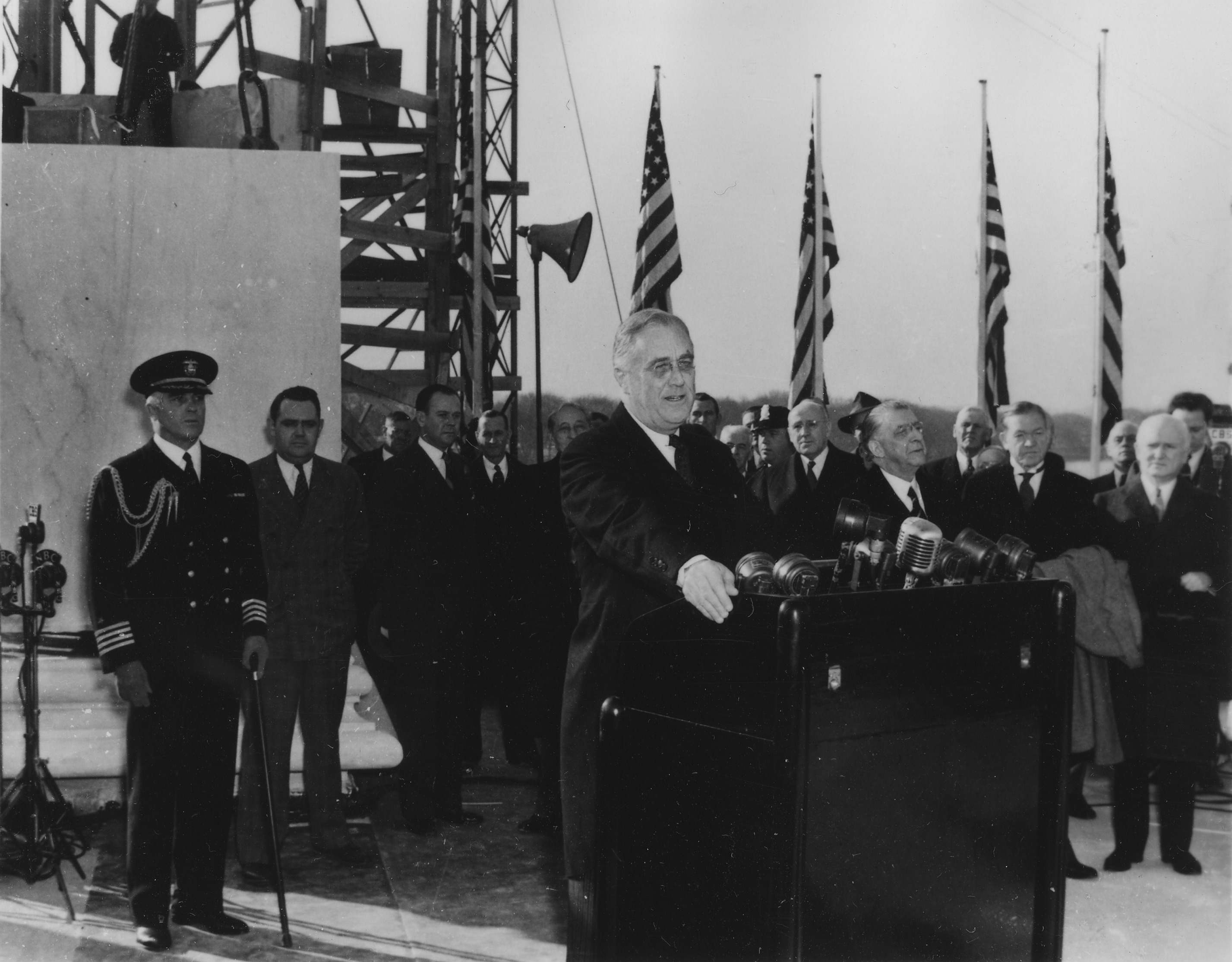
32e president des États-Unis

La clause Cash and Carry (payez et emportez) est une disposition introduite dans deux lois de neutralité adoptées par les États-Unis à la fin des années 1930 : la première (1er mai 1937) autorise le commerce en direction d'un pays belligérant, mais en exclut les armes et fait obligation à l'acquéreur de payer au comptant et d'assurer lui-même le transport des marchandises ; la seconde (4 novembre 1939) lève l'embargo sur les armes et leur applique la clause Cash and Carry.

## L'adoption du texte
La clause Cash and Carry sur les livraisons d'armes est adoptée à la demande du président américain Franklin Delano Roosevelt lors d'une session extraordinaire du Congrès des États-Unis ouverte le 21 septembre 1939 et modifie les quatre lois de neutralité (Neutrality Acts) antérieures (1935-1937).
Présenté au Congrès par le sénateur Key Pittman (démocrate) après l'attaque allemande contre la Pologne, le projet est destiné à remplacer la loi sur la neutralité de 1937, mais il se heurte à l'opposition des isolationnistes. Le texte définitif est adopté par les deux chambres le 3 novembre 1939 et signé par le président Roosevelt le 4 novembre, à 12 h 04.

## La portée du texte
Le but était de conserver la neutralité des États-Unis vis-à-vis des pays européens, tout en accordant une aide à la Grande-Bretagne, en exploitant le fait que l'Allemagne n'avait pas de fonds et ne pouvait pas assurer le transport transatlantique alors sous contrôle britannique. Diverses politiques, telles que les lois de neutralité de 1935, 1936 et 1937, prohibaient la vente de matériel de guerre ou le prêt d'argent aux pays belligérants quelles que soient les conditions. L'économie américaine rebondissait à ce moment, après la Grande Dépression, mais il y avait toujours un besoin de créer des emplois dans l'industrie manufacturière. Le programme Cash and Carry aida à résoudre ce problème et la Grande-Bretagne bénéficia de la possibilité d'acheter des armes et d'autres marchandises.
Ce programme empêcha également les entreprises américaines de miser sur le succès ou l'échec des nations en guerre. À la suite de la conclusion du Comité Nye, qui affirmait que l'implication des États-Unis dans la Première Guerre mondiale avait été motivée par des intérêts privés de fabricants d'armes, les Américains pensaient que l'investissement dans un belligérant conduirait à terme à une participation américaine à la guerre.
Les navires de transport américains furent interdits d'entrer dans les zones de conflit et les passagers américains voyageant à bord de navires étrangers le faisaient à leurs risques et périls.
La législation Cash and Carry, adoptée en 1939, mit fin à l'embargo sur les armes qui était en place depuis la loi de neutralité de 1936. Elle a ouvert la voie au prêt-bail (Lend-Lease).
Si la loi Cash and Carry, adoptée en 1939, ne fut pas un échec, elle n'était tout simplement plus une mesure efficace après que l'Allemagne eut commencé à envahir ses voisins. Après l’invasion et la capitulation de la Belgique, du Luxembourg,  des Pays-Bas et de la France, Roosevelt a fait pression pour l'introduction du prêt-bail. En outre, le concept de Cash and Carry avait permis au Japon de continuer à beaucoup commercer avec les États-Unis tandis que le commerce avec la Chine avait chuté à presque rien, compte tenu de leurs faibles ressources économiques. Aider un ennemi au détriment d'un allié n'était pas ce que Roosevelt avait espéré.
Cela affecta également l'Italie. Le prêt-bail était un régime dans lequel les alliés européens n'avaient pas à payer rubis sur l’ongle ou à organiser le transport. Au lieu de cela, les États-Unis demandaient le paiement à une date ultérieure.
Conformément à la doctrine Monroe, les États-Unis ne participèrent pas activement à la guerre jusqu'à ce que le Japon et l'Allemagne leur déclarent la guerre, après quoi ils sont passés d’une aide à une participation active.